# Долина цвећа
Долина цвећа је национални парк у Индији, смештен између високих планина западних Хималаја, у индијској држави Утараканд, који је познат по својој лепоти и ливадама прекривенима ендемским алпским цвећем .
Национални парк Долина цвећа, површине 87,50 km², је заједно са суседним националним парком Нанда Деви, уписан 1988. године на УНЕСКО-в Списак места Светске баштине у Азији и Аустралазији. Оба парка, и Резерват животиња Нанда Деви који заузима долину ледника око врхова између 6.-7,500 м, припадају Резервату биосфере Нанда Деви (223,674 ха). Резерват биосфере Нанда Деви представља прелазно подручје планинаког венца Занскар и Великих Хималаја.
Долина цвећа је предео благих брда, испресецан бистрим потоцима и окружен веома стрмим и углавном непролазним кланцима и стенама планина попут Нанда Деви на истоку. Његову лепоту су ценили хиндуисти много пре модерних планинара и ботаничара. Током цветања цела долина је препуна боја стотина врста цвећа које мењају своје нијансе током времена. Више делове долине прекривају шуме брезе, а на самом врху већином расту орхидеја, макови, невени и главочике, док се од ретког цвећа ту могу пронаћи: Rhododendron arboreum, Lilium oxypetalum, Caltha palustris, Fragaria nubicola, Meconopsis aculeata, Aconitum hookeri, Bistorta affinis, Himalajski plavi mak, Viola biflora, Cotoneaster integrifolius, Saussurea costus i Polygonatum multiflorum, који обично цветају у августу и септембру.
Парк је такође и дом многим врстама животиња као што су: азијски мрки медвед (Ursus thibetanus), тахр (Hemitragus), снежни леопард (Uncia uncia), мошусни јелен (Moschus moschiferus), мајмун лангур (Semnopithecus), барал (Pseudois nayaur), хималајски серај (Capricornis thar), и велики број лептира.
- Симболички пут поред гроба ботаничарке Маргарет Лег
- Gaultheria trichophylla
- Једна врста мака у парку
- Хималајска звончица
- Мува на црвеном цвету